# 羅斯特鎮區 (明尼蘇達州傑克遜縣)
羅斯特鎮區（英語：Rost Township）是位於美國明尼蘇達州傑克遜縣的一個行政鎮區。

## 歷史
羅斯特鎮區於1874年設立，得名自早期定居者弗雷德雷克·羅斯特（Frederick Rost）。

## 地方資料
羅斯特鎮區的面積為93.49平方千米，皆為陸地。根據2020年美國人口普查的數據，當地共有人口206人，而人口密度為每平方千米2.2人。